# بينيامين أوبهوف
بينيامين أوبهوف (بالألمانية: Benjamin Uphoff)‏ (8 أغسطس 1993 ببورغهاوزن في ألمانيا - ) هو لاعب كرة قدم ألماني في مركز حراسة المرمى. لعب مع نادي شتوتغارت ونادي نورنبرغ وفي إف بي شتوتغارت الثاني و1. FC Nürnberg II ‏.

## وصلات خارجية
- بينجامين أوبهوف على موقع الاتحاد الأوربي (الإنجليزية)
- بينجامين أوبهوف على موقع قاعدة بيانات كرة القدم.إي يو (الإنجليزية)
- بينجامين أوبهوف على موقع Soccerway.com (الإنجليزية)
- بينجامين أوبهوف على موقع عالم كرة القدم.نت (الإنجليزية)
- بينجامين أوبهوف على موقع AS.com (الإسبانية)